# ۶۱۵ (خورشیدی)
۶۱۵ ششصد و پانزدهمین سال هجری خورشیدی است.